# Rotspitz
Il Rotspitz con 2.127 m s.l.m. è una montagna della Catena del Reticone nelle Alpi Retiche occidentali.

## Descrizione
Si trova lungo il confine tra la Svizzera e il Liechtenstein.